# Aeroportul Benin
Aeroportul Benin (IATA: BNI, ICAO: DNBE) este un aeroport din Statul Edo, Nigeria ce deservește zona Benin City. Aeroportul a fost tranzitat în 2021 de 176.554 de pasageri.
Situat la o altitudine de 79 m, aeroportul dispune de 1 pistă.

## Infrastructură

### Piste
Aeroportul dispune de o singură pistă. Pista 05/23 are suprafața de asfalt și dimensiunile 2.400 m × 45 m. 